# Internazionale Progressista
(Progressive International, The Open Call)
L'Internazionale Progressista è un'organizzazione politica globale che unisce attivisti, leader politici e organizzazioni progressiste di sinistra.
Ispirata da Bernie Sanders e Yanis Varoufakis, l'idea nasce all'interno del movimento europeo DiEM25 e del Sanders Institute, per poi trovare l'adesione di movimenti, associazioni, partiti, organizzazioni mediatiche e singoli individui, tra cui spiccano i nomi di Noam Chomsky, Khaled Ali, Gael García Bernal, Álvaro García Linera, Jeremy Corbyn, Hilda Heine, Katrín Jakobsdóttir, Aruna Roy, Pierre Sané; sono inoltre directory's members il periodico italiano Internazionale e il britannico openDemocracy.

## Storia
L'Internazionale Progressista è stata annunciata il 30 novembre 2018 in un evento del Sanders Institute a cui hanno partecipato molti politici, economisti e attivisti progressisti tra cui Naomi Klein, Cornel West, Fernando Haddad, Jeffrey Sachs, Niki Ashton e Ada Colau. È stata poi formalmente fondata e lanciata l'11 maggio 2020 nel mezzo dell'emergenza pandemica globale di Coronavirus per contrastare la percepita rinascita del nazionalismo.
Varoufakis, co-fondatore di DiEM25, ha dichiarato in un articolo che porta la sua firma sul quotidiano britannico The Guardian che l'Internazionale Progressiva è stata creata «allo scopo di mobilitare persone in tutto il mondo per trasformare l'ordine globale e le istituzioni che lo modellano».
L'organizzazione è sostenuta esclusivamente con donazioni e contributi dei suoi membri e non è accettato il finanziamento di: lobby, dirigenti di società di combustibili fossili, assicuratori sanitari, case farmaceutiche, multinazionali tecnologiche, banche (con alcune eccezioni) e società private.
Nel 2022 il partito polacco Lewica Razem lascia Diem 25 e l'Internazionale Progressista, in polemica con la posizione assunta da esse sull'Invasione russa dell'Ucraina nel 2022.

## Visione politica
Le aspirazioni a cui l'Internazionale Progressista mira possono essere riassunte in virtù di una visione di un mondo che sia:
- Democratico, in cui tutte le persone hanno il potere di plasmare le loro istituzioni e le loro società.
- Decolonizzato, in cui tutte le nazioni determinano il loro destino collettivo libero dall'oppressione.
- Giusto, che risolve la disuguaglianza nelle nostre società e sostiene l'eredità della nostra storia condivisa.
- Egalitario, che serve gli interessi dei tanti e mai dei pochi.
- Emancipato, in cui tutte le identità godono di pari diritti, riconoscimenti e poteri.
- Solidaristico, dove la lotta di ciascuno è la lotta di tutti.
- Sostenibile, che rispetta i limiti ecologici e protegge le comunità in prima linea.
- Ecologico, che porta la società umana in armonia con il suo habitat naturale.
- Pacifico, dove la violenza della guerra è sostituita dalla diplomazia dei popoli.
- Post-capitalista, che premia tutte le forme di lavoro mentre abolisce il culto del lavoro.
- Prospero, che sradica la povertà e investe in un futuro di abbondanza condivisa.
- Plurale, dove la differenza è celebrata come forza.[11]

## Membri
Assieme a diversi tipi di organizzazioni, tra le quali organizzazioni non governative come il Consiglio Latinoamericano di Scienze Sociali; sindacati come la britannica IWGB o l'Associazione dei Professionisti Sudanesi; testate editoriali come l'australiana Arena, la spagnola CTXT, il cileno El Ciadadano, l'asiatico Himal Southasian, l'araba Jadaliyya, la polacca Krytyka Polityczna, l'egiziano Mada Masr, l'italiana Internazionale, le statunitensi Jacobin e Dissent, la francese Mediapart o l'internazionale openDemocracy. Accanto ad essi sono parte dell'Internazionale Progressista anche movimenti sociali o civici come gli statunitensi Sunrise Movement e Code Pink, il pakistano Women Democratic Front il russo Blocco di Sinistra, il serbo Ne davimo Beograd, l'albanese Organizata Politike o il colombiano Congresso dei Popoli; così come partiti politici europei, latinoamericani, asiatici e africani:
| Paese od organizzazione | Partito                                       | Parlamento nazionale o europeo | Status                      | Note                                                          |
| ----------------------- | --------------------------------------------- | ------------------------------ | --------------------------- | ------------------------------------------------------------- |
| Afghanistan             | Partito della Solidarietà dell'Afghanistan    | /                              | In esilio                   |                                                               |
| Cile                    | Convergencia Social                           | 0 / 5010 / 155                 | Al governo                  | Parte della coalizione Apruebo Dignidad                       |
| Grecia                  | Fronte della Disobbedienza Realistica Europea | 9 / 300                        | All'opposizione             | Membro in quanto sezione nazionale di DiEM25                  |
| Namibia                 | Landless People's Movement                    | 6 / 424 / 104                  | All'opposizione             |                                                               |
| Nigeria                 | African Action Congress                       | 0 / 1090 / 360                 | Extraparlamentare           | Membro in quanto parte dell'alleanza Coalition for Revolution |
| Slovenia                | Levica                                        | 8 / 90                         | All'opposizione             |                                                               |
| Spagna                  | Catalunya en Comú                             | 1 / 2654 / 350                 | Appoggio esterno al governo | Nel gruppo parlamentare di Unidos Podemos                     |
| Turchia                 | Sosyalist Yeniden Kuruluş Partisi             | n.p.                           | Extraparlamentare           | Membro della coalizione Congresso Democratico dei Popoli      |
| Unione europea          | Movimento per la democrazia in Europa 2025    | 0 / 705                        | Extraparlamentare           |                                                               |

### Ex membri
| Paese   | Partito      | Parlamento nazionale | Status          | Note                                     |
| ------- | ------------ | -------------------- | --------------- | ---------------------------------------- |
| Polonia | Lewica Razem | 0 / 1006 / 460       | All'opposizione | All'interno della coalizione La Sinistra |